# Santiago Yusta
Santiago Yusta, né le 28 avril 1997, à Madrid, en Espagne, est un joueur espagnol de basket-ball. Il évolue au poste d'ailier. 

## Biographie
À la fin de la saison 2018-2019 du championnat d'Espagne, Yusta est choisi dans la meilleure équipe de jeunes avec Carlos Alocén, Vlatko Čančar, Xabier López-Arostegui et Jordan Sakho.
En juillet 2019, Yusta rejoint l'Iberostar Tenerife.
Présent dans le groupe espagnol préparant le championnat d'Europe, le sélectionneur Sergio Scariolo décide de ne pas l'intégrer dans sa sélection finale pour la compétition que l'Espagne remporte.

## Palmarès
- Champion d'Espagne 2015, 2018, 2019
- Championnat d'Europe des 16 ans et moins 2013
- Championnat d'Europe des 20 ans et moins 2016